# Stretti di Tongass
Gli stretti di Tongass (Tongass Narrows in inglese) sono situati nell'Alaska meridionale (Stati Uniti) nel Borough di Ketchikan Gateway di fronte alla città di Ketchikan e fanno parte dell'area marittima Inside Passage.

## Dati fisici
In realtà lo stretto è uno solo con una forma a "Y" in quanto nella parte meridionale è diviso dall'isola di Pennock (Pennock Island) e termina quindi in due canali minori: Tongass Narrows (East Channel) e Tongass Narrows (West Channel) lunghi entrambi 5,5 km. Lo stretto, lungo globalmente 23 km e largo al massimo 2 km (minimo 400 m nella zona dell'isola Gravina), ha un orientamento nord-ovest / sud-est. A sud confina con il canale di Nichols (Nichols Passage) e il canale di Revillagigedo (Revillagigedo Channel); a nord confina con il canale di Behm (Behm Canal) e l'isola di Guard (Guard Island). Lo stretto a ovest è parallelo al più grande stretto di Clarence (Clarence Strait). La profondità del canale varia da 27 a 48 metri. La costa nord del canale è ripida e molto boscosa. Le coste meridionali sono basse, pianeggianti e boscose, con terreno aperto anche per 1,6 - 3,2 km verso l'interno, dove la terra sale lentamente verso le creste dei monti California Ridge.
Vicino a Ketchikan sul suo lato orientale e anche sull'isola di Gravina si trovano delle formazioni geologiche di "scisto di pietra verde paleozoica".

### Isole bagnate dallo stretto
Nello stretto sono presenti le seguenti isole:
| Nome dell'isola                               | Note                                                                                                 | Coordinate             |
| --------------------------------------------- | --- | ---------------------- |
| isola di Pennock (Pennock Island)             | Divide la parte meridionale del canale in due canali minori paralleli                                | 55°19′22″N 131°37′58″W |
| isola di Gravina (Gravina Island)             | Delimita la parte meridionale del canale                                                             | 55°18′14″N 131°47′11″W |
| isola di Revillagigedo (Revillagigedo Island) | Delimita la parte settentrionale del canale                                                          | 55°38′03″N 131°17′51″W |
| Isola del pericolo (Danger Island)            | Si trova nel centro del canale a nord di Ketchikan                                                   | 55°24′06″N 131°45′49″W |
| Isola di Guard (Guard Island )                | Si trova all'uscita nord del canale a nord di Ketchikan e confina con il canale di Behm (Behm Canal) | 55°26′45″N 131°52′52″W |

### Baie e insenature
Nel canale sono presenti le seguenti insenature:
| Nome dell'insenatura                   | Note                                                          | Coordinate             |
| -------------------------------------- | ------------------------------------------------------------- | ---------------------- |
| Baia di fango (Mud Bay)                | Si trova sull'isola di Revillagigedo a nord di Ketchikan      | 55°25′03″N 131°45′54″W |
| Baia di Ward (Ward Bay)                | Si trova sull'isola di Revillagigedo a nord di Ketchikan      | 55°24′07″N 131°43′38″W |
| Baia di Clam (Clam Cove)               | Si trova sull'isola di Gravina di fronte all'isola di Pennock | 55°19′22″N 131°39′41″W |
| Baia di Radenbough (Radenbough Cove)   | Si trova sull'isola di Pennock (lato nord)                    | 55°20′01″N 131°38′37″W |
| Baia di Whisky (Whisky Cove)           | Si trova sull'isola di Pennock (lato nord)                    | 55°19′44″N 131°37′58″W |
| Baia di Bald Headed (Bald Headed Cove) | Si trova sull'isola di Pennock (lato nord)                    | 55°18′55″N 131°36′41″W |

### Promontori dello stretto
Nello stretto sono presenti i seguenti promontori (da ovest a est):
- lato settentrionale - isola di Revillagigedo (Revillagigedo Island):
  - promontorio di Higgins (Point Higgins)[16] 55°27′24″N 131°50′03″W - Il promontorio, con una elevazione di 9 metri, si trova all'entrata nord dello stretto.
  - promontorio di Peninsula (Peninsula Point)[17] 55°22′58″N 131°44′02″W - Il promontorio, con una elevazione di 21 metri, si trova nella parte più stretta del canale.
  - promontorio di Charcoal (Charcoal Point)[18] 55°21′25″N 131°41′39″W - Il promontorio, con una elevazione di 24 metri, si trova di fronte alla cittadina di Ketchikan (lato settentrionale).
  - promontorio di Bar (Bar Point)[19] 55°20′53″N 131°40′21″W - Il promontorio si trova di fronte alla cittadina di Ketchikan (lato meridionale).
  - promontorio di Mountain (Mountain Point)[20] 55°17′44″N 131°32′12″W - Il promontorio, con una elevazione di 20 metri, si trova all'entrata meridionale dello stretto.

- lato meridionale - isola di Gravina (Gravina Island):
  - promontorio di Vallenar (Vallenar Point)[21] 55°25′27″N 131°50′56″W - Fa da spartiacque fra lo stretto di Clarence (Clarence Strait) e gli stretti di Tongass.
  - promontorio di Rock (Rock Point)[22] 55°24′48″N 131°48′31″W - Il promontorio si trova all'entrata settentrionale dello stretto.
  - promontorio di Lewis (Lewis Point)[23] 55°22′22″N 131°44′24″W
  - promontorio di Gravina (Gravina Point) 55°17′11″N 131°37′04″W - Si trova sul canale di Nichols (Nichols Passage).

## Città, accessi e turismo
Sul lato orientale si trovano le città di Saxman e Ketchikan. Mentre sul lato opposto si trova l'Aeroporto internazionale di Ketchikansi (sull'isola di Gravina). Il canale (comprese le due città) è raggiungibile solamente via mare o via aerea in quanto si trova in mezzo a diverse isole dell'Alaska meridionale.
La parte navigabile del canale fa parte dei percorsi della società di navigazione Alaska Marine Highway con collegamenti a nord verso Hollis, Juneau e Wrangell e a sud con Bellingham, Prince Rupert e Metlakatla. È inoltre utilizzata da navi da crociera, da pesca e da diporto. Il canale è anche frequentato da idrovolanti (Ketchikan è il centro regionale per il trasporto aereo verso comunità isolate).

## Fauna
Nella fauna marina del canale si trovano: balene, leoni marini e aringhe (queste ultime molto numerose). Nel canale si pratica anche la pesca del salmone. Occasionalmente sono stati avvisti orsi neri in cerca di cibo nei bidoni della spazzatura della città.

## Alcune immagini dallo stretto

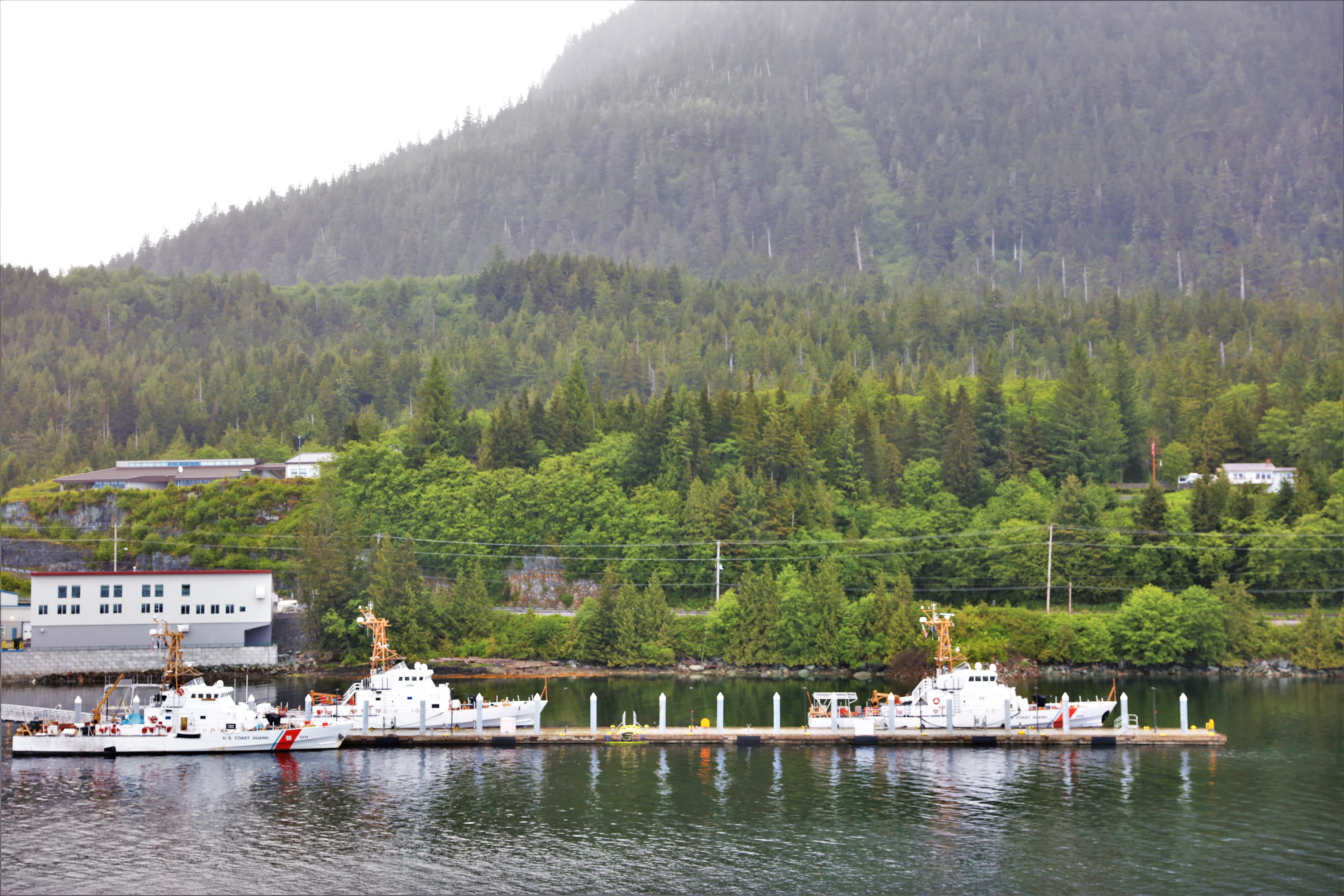
Il canale verso Ketchikan
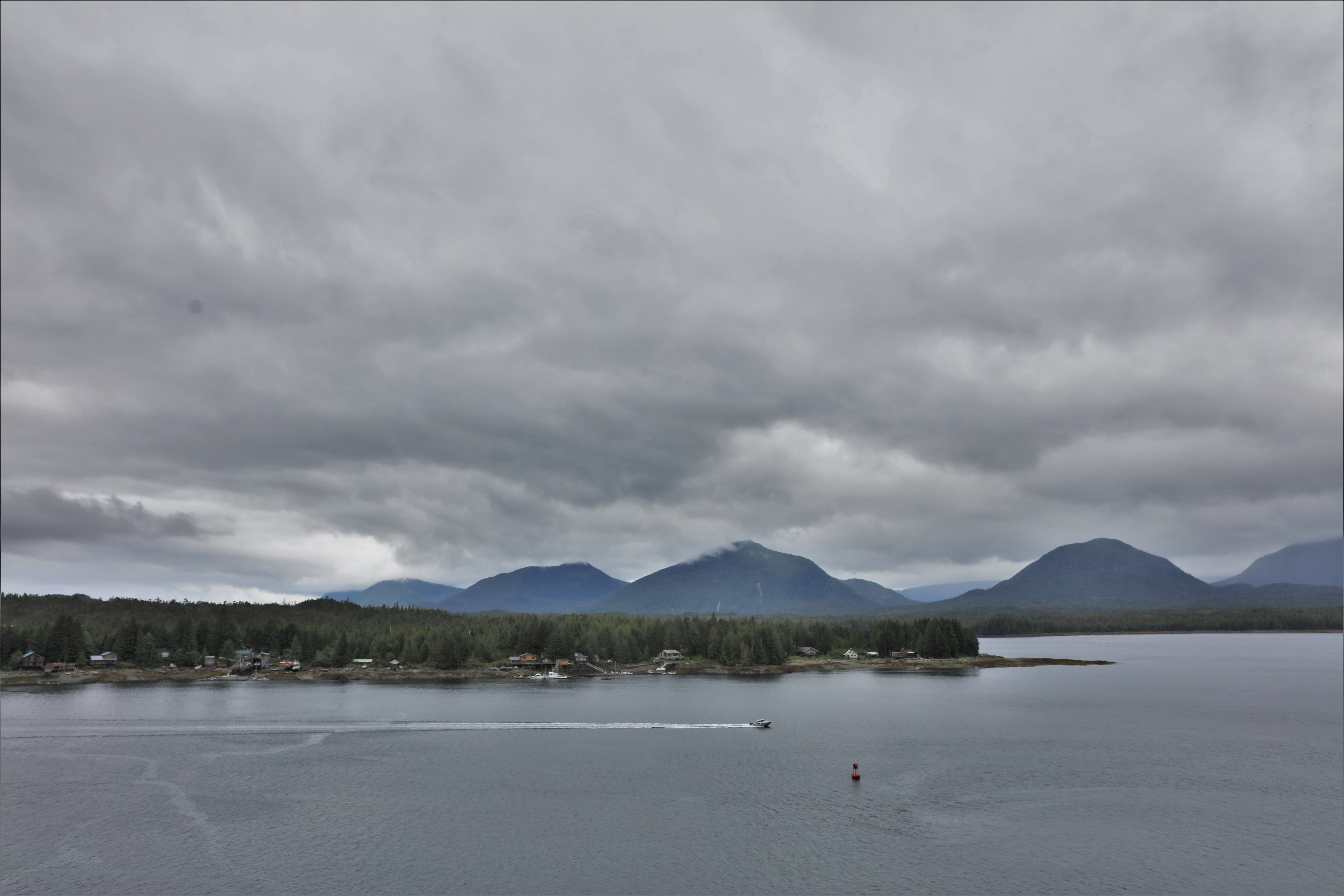
Il canale verso l'isola di Pennock
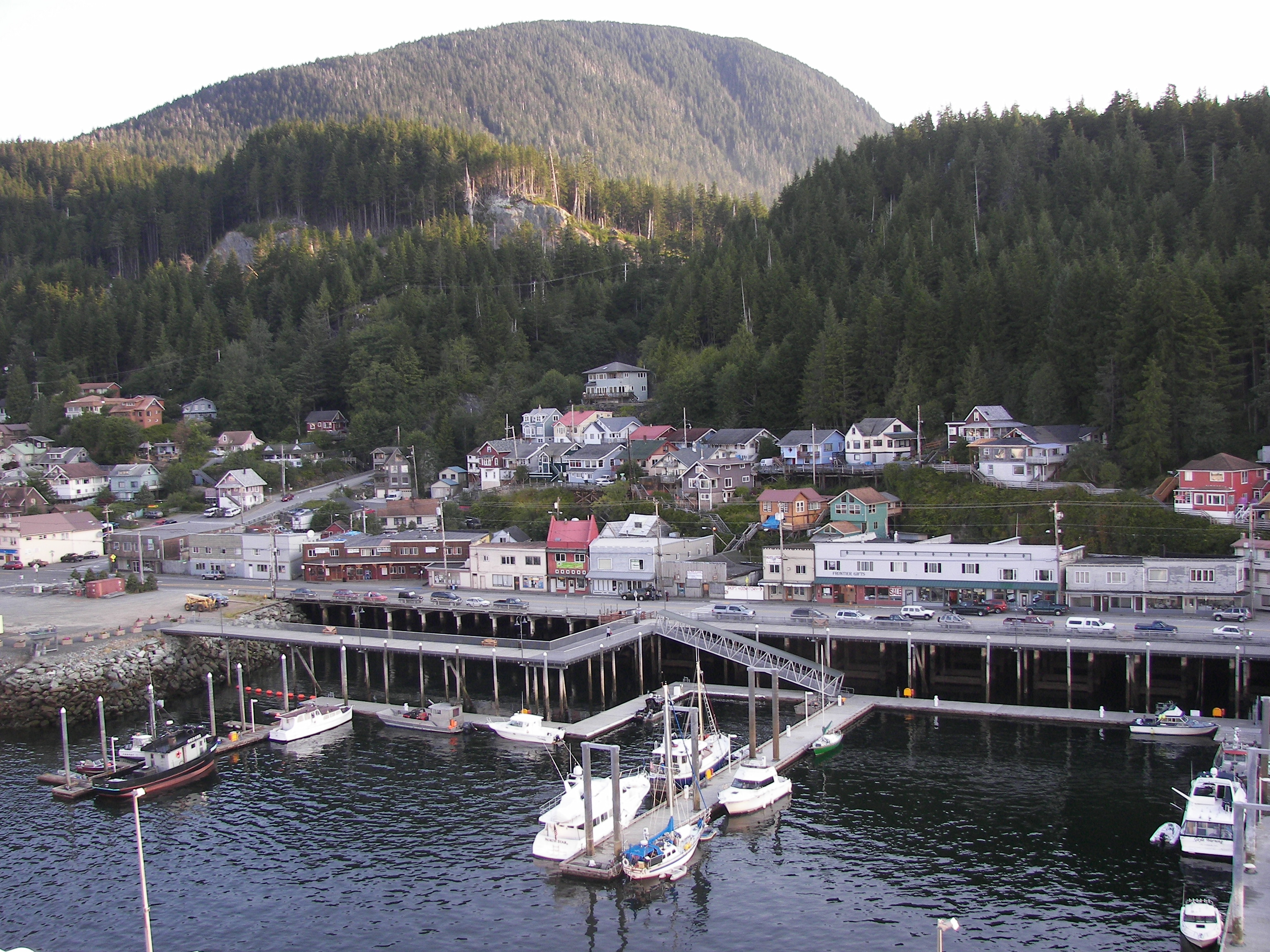
Il porto di Ketchikan sul canale
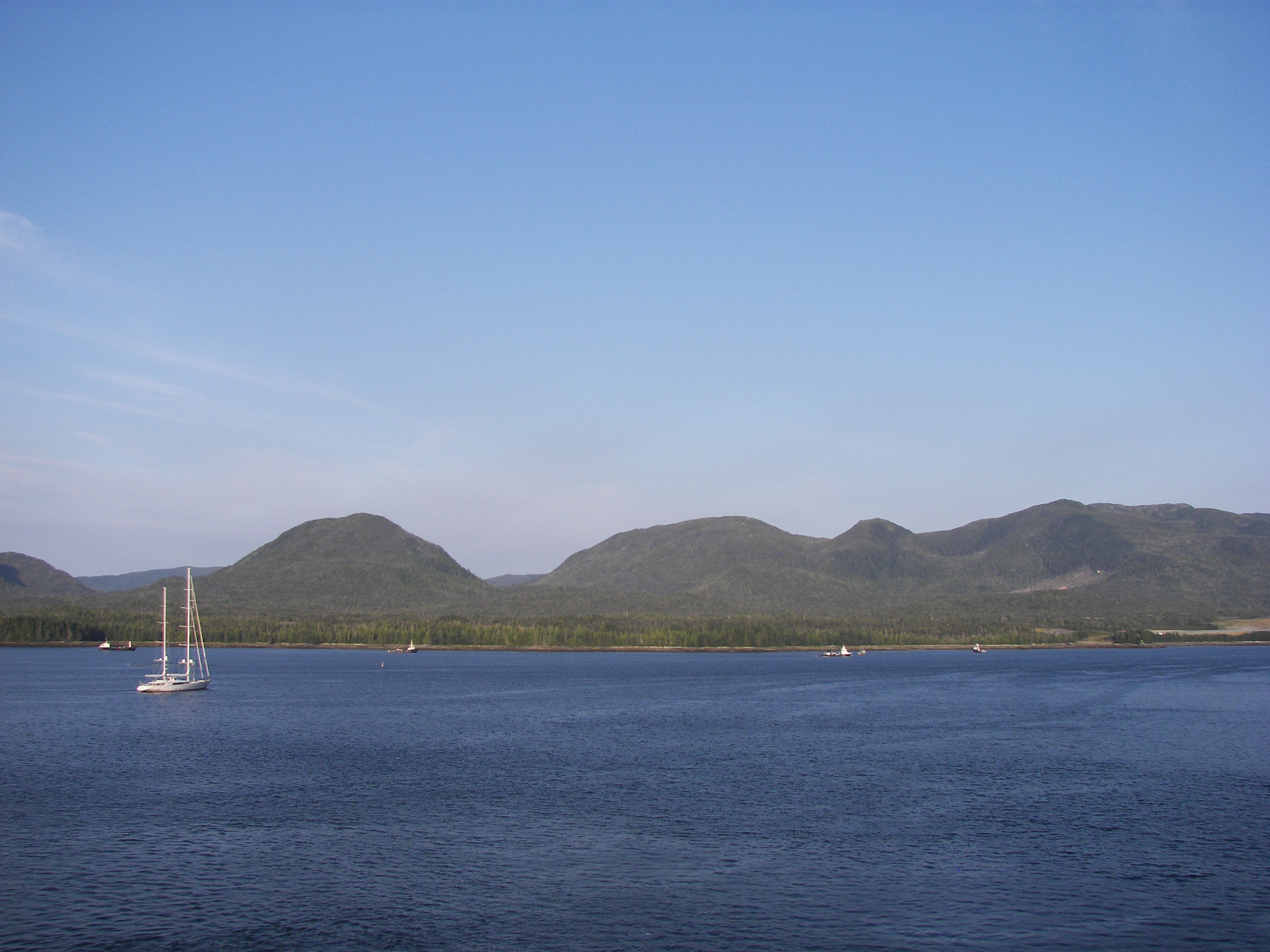
L'isola di Gravina